# Callicercops milloti
Callicercops milloti is een vlinder uit de familie mineermotten (Gracillariidae). De wetenschappelijke naam van deze soort is voor het eerst geldig gepubliceerd in 1951 door Viette.
De soort komt voor in tropisch Afrika.